# 프리츠 슈체판
프리드리히 헤르만 슈체판(독일어: Friedrich Hermann Sczepan - 일반적으로는 독일어: Fritz Szepan 프리츠 슈체판[*]으로 나타냄, 1907년 9월 2일 ~ 1974년 12월 24일)는 독일의 전 축구 선수이다.
슈체판은 선수 생활을 그의 고향 연고팀인 FC 샬케 04에서만 했으며 이후 5년 동안 감독도 하였다.
또한 독일 축구 국가대표팀으로 34경기 8득점을 기록하였으며 이 중 30경기를 독일의 주장으로 참가하였다. 이 기간에는 1934년 FIFA 월드컵, 1938년 FIFA 월드컵에 참가한 것도 포함된다.